# Почапы (Самаровская сельская община)
Почапы (укр. Почапи) — село в Самаровской сельской общине Ковельского района Волынской области Украины.
До 2020 года входило в Ратновский район.
Код КОАТУУ — 0724283903. Население по переписи 2001 года составляет 132 человека. Почтовый индекс — 44120. Телефонный код — 3366. Занимает площадь 0,764 км².